# Ann Guilbert
Ann Morgan Guilbert (* 16. Oktober 1928 in Minneapolis, Minnesota; † 14. Juni 2016 in Los Angeles, Kalifornien) war eine US-amerikanische Schauspielerin.

## Leben und Karriere
Ann Guilbert erlangte in den 1960er Jahren Bekanntheit beim US-Publikum mit ihrer Rolle der Millie in der Dick Van Dyke Show. Weitere Auftritte in Fernsehsendungen wie The New Andy Griffith Show oder The Fanelli Boys folgten.
Neben ihrer Fernseharbeit spielte Guilbert an vielen regionalen Theatern. Sie übernahm für einige Produktionen auch die Regie. Unter anderem wirkte sie in den Stücken Warten auf Godot von Samuel Beckett, Fifth of July von Lanford Wilson, The Matchmaker von Thornton Wilder oder The Emigraters von Vilhelm Moberg mit. 1994 stand sie außerdem mit einer eigenen One-Woman-Show An Evening with Ann Guilbert auf der Bühne.
Im deutschsprachigen Raum ist Guilbert vor allem für ihre Darstellung der schrulligen Großmutter von Fran Fine, gespielt von Fran Drescher, Yetta Rosenberg in der Sitcom Die Nanny bekannt. Dort wurde sie von Haide Lorenz und später von der Schauspielkollegin Ingeborg Lapsien synchronisiert. Nach dem Ende der Serie zog sie sich weitestgehend in den Ruhestand zurück und trat nur noch sporadisch in der Öffentlichkeit auf. Guilbert kehrte jedoch auf die Bühne zurück und spielte 2005 an der Seite von Jill Clayburgh und Richard Thomas in dem Stück A Naked Girl on the Appian Way von Richard Greenberg.
Guilbert war von 1953 bis 1966 mit dem Drehbuchautor und Fernsehproduzent George Eckstein verheiratet. Das Paar hat zwei Töchter, Nora Eckstein (* 1955) und Hallie Todd (* 1962), die beide ebenfalls Schauspielerinnen sind.
Anschließend war Guilbert mit Guy Raymond von 1967 bis zu dessen Tod im Jahr 1997 verheiratet.
Guilbert starb am 14. Juni 2016 im Alter von 87 Jahren an Bauchspeicheldrüsenkrebs.

## Filmografie (Auswahl)
- 1961: Meine drei Söhne (My Three Sons; Fernsehserie, 1 Folge)
- 1961–1966: The Dick Van Dyke Show (Fernsehserie, 61 Folgen)
- 1963: Der Mann vom Diners Club (The Man from the Diner’s Club)
- 1964: One Man’s Way
- 1966: Hey, Landlord (Fernsehserie, 1 Folge)
- 1967: Leitfaden für Seitensprünge (A Guide for the Married Man)
- 1968: Der türkisfarbene Bikini (How Sweet It Is!)
- 1969: Bezaubernde Jeannie (I Dream of Jeannie; Fernsehserie, 1 Folge)
- 1969: Viva Max!
- 1971: D.A.: Conspiracy to Kill (Fernsehfilm)
- 1971: The New Andy Griffith Show (Fernsehserie, 10 Folgen)
- 1972–1976: Notruf California (Emergency!; Fernsehserie, 3 Folgen)
- 1972: Second Chance (Fernsehfilm)
- 1973: Chase (Fernsehfilm)
- 1974: The Rangers (Fernsehfilm)
- 1976: Amelia Earhart (Fernsehfilm)
- 1976: Maude (Fernsehserie, 1 Folge)
- 1988: Cheers (Fernsehserie, 1 Folge)
- 1990: Mord ist ihr Hobby (Murder, She Wrote; Fernsehserie, 1 Folge)
- 1990–1991: The Fanelli Boys (Fernsehserie, 19 Folgen)
- 1992–1994: Picket Fences – Tatort Gartenzaun (Picket Fences; Fernsehserie, 5 Folgen)
- 1993–1999: Die Nanny (The Nanny; Fernsehserie, 56 Folgen)
- 1993: Hör mal, wer da hämmert (Home Improvement; Fernsehserie, 1 Folge)
- 1995: Der dritte Frühling – Freunde, Feinde, Fisch & Frauen (Grumpier Old Men)
- 1998: Jackpot – Krach in Atlantic City (Sour Grapes)
- 2005: Lass es, Larry! (Curb Your Enthusiasm; Fernsehserie, 1 Folge)
- 2007: Law & Order: Special Victims Unit (Fernsehserie, 1 Folge)
- 2010: Please Give
- 2012: Happily Divorced (Fernsehserie, 1 Folge)
- 2013: Modern Family (Fernsehserie, 1 Folge)
- 2013–2015: Getting On – Fiese alte Knochen (Getting On; Fernsehserie, 15 Folgen)
- 2015: Grey’s Anatomy (Fernsehserie, 1 Folge)
- 2016: Life in Pieces